# Дані Охеда
Дані Охеда (ісп. Dani Ojeda, нар. 3 грудня 1994, Лас-Пальмас-де-Гран-Канарія) — іспанський футболіст, нападник клубу «Леганес».

## Ігрова кар'єра
Народився 3 грудня 1994 року в місті Лас-Пальмас-де-Гран-Канарія. Вихованець футбольної школи місцевого «Лас-Пальмаса».
В структурі рідного клубу сягнув лише рівня третьої команди, за яку грав протягом 2013–2015 років. Згодом грав за низку нижчолігових команд.
2018 року уклав контракт з «Леганесом». Відразу пробитися до основного складу нового клубу не зміг і віддавався в оренду до  «Гранади» та «Альбасете».
2020 року повернувся до «Леганеса».